# Lordellonema bauruense
Lordellonema bauruense är en rundmaskart. Lordellonema bauruense ingår i släktet Lordellonema och familjen Dorylaimidae. Inga underarter finns listade i Catalogue of Life.